# Dobříčkov
Dobříčkov je malá vesnice, část obce Postupice v okrese Benešov. Nachází se asi 3 km na severozápad od Postupic. Prochází tudy železniční trať Benešov u Prahy – Trhový Štěpánov. V roce 2009 zde bylo evidováno 32 adres. Dobříčkov leží v katastrálním území Roubíčkova Lhota o výměře 4,67 km².

## Historie
První písemná zmínka o vesnici pochází z roku 1318.

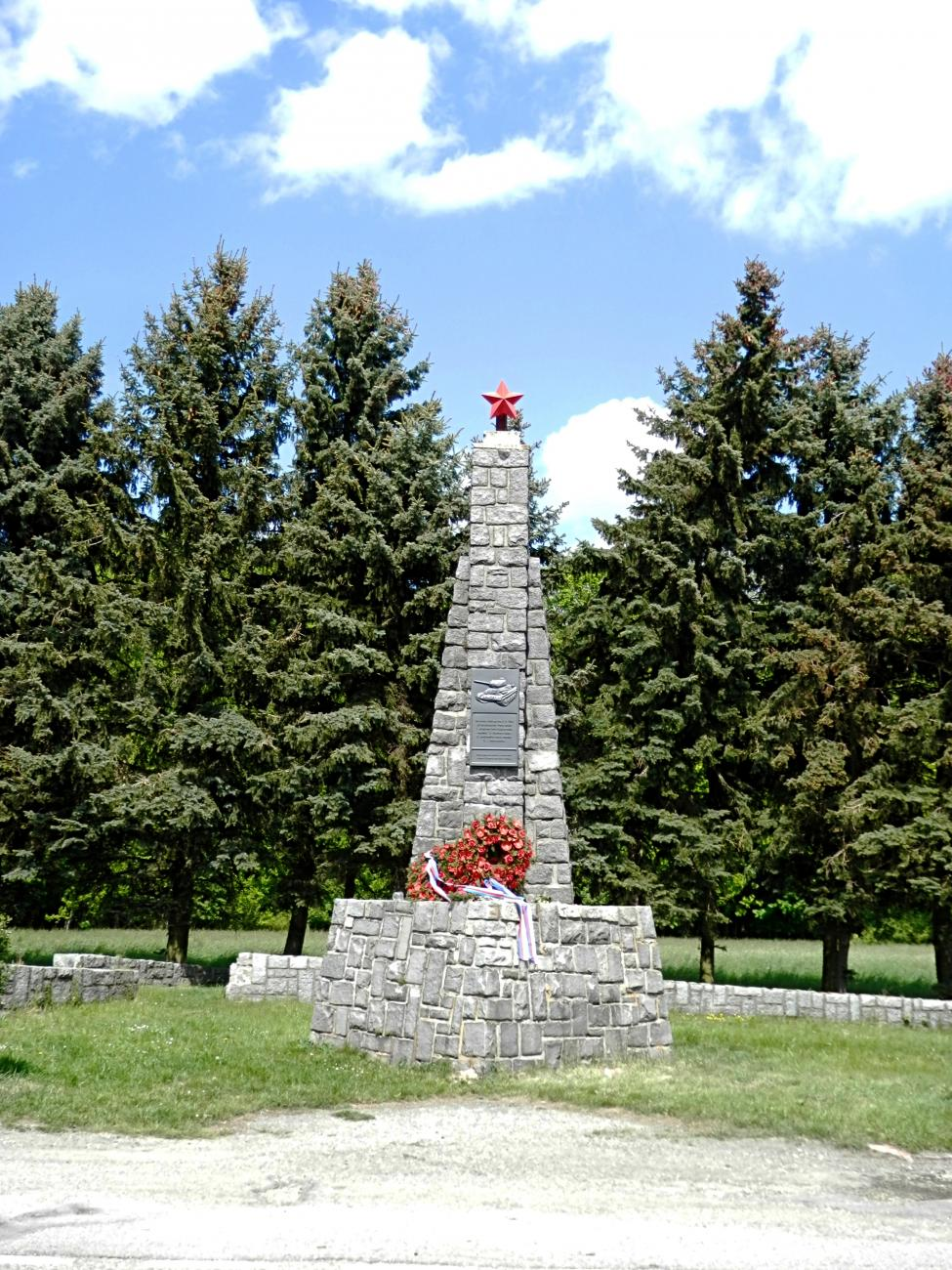
Památník setkání dvou sovětských armád při osvobozování Prahy

V blízkosti autobusové zastávky Postupice, Dobříčkov stojí památník, připomínající že 9. května 1945 se zde při osvobozování Prahy setkal 1. ukrajinský front Rudé armády maršála I. S. Koněva s vojsky 2. ukrajinského frontu maršála R. J. Malinovského.